# Etheostoma erythrozonum
Etheostoma erythrozonum är en fiskart som beskrevs av Switzer och Charles Thorold Wood 2009. Etheostoma erythrozonum ingår i släktet Etheostoma och familjen abborrfiskar. Inga underarter finns listade i Catalogue of Life.